# Oldrões
Oldrões es una freguesia portuguesa del concelho de Penafiel, con 5,33 km² de superficie y 2.028 habitantes (2001). Su densidad de población es de 380,5 hab/km².